# Orangeville (Utah)
Pour les articles homonymes, voir Orangeville (homonymie).
Orangeville est une municipalité américaine située dans le comté d'Emery en Utah.
Lors du recensement de 2010, sa population est de 1 470 habitants. La municipalité s'étend alors sur une superficie de 1,35 mille carré (3,5 km2).
Orangeville est fondée en 1878 sur des terres rattachées à Castle Dale. Elle est nommée en l'honneur d'Orange Seely, un pionnier local.